# Ракетный комплекс NLOS-LS

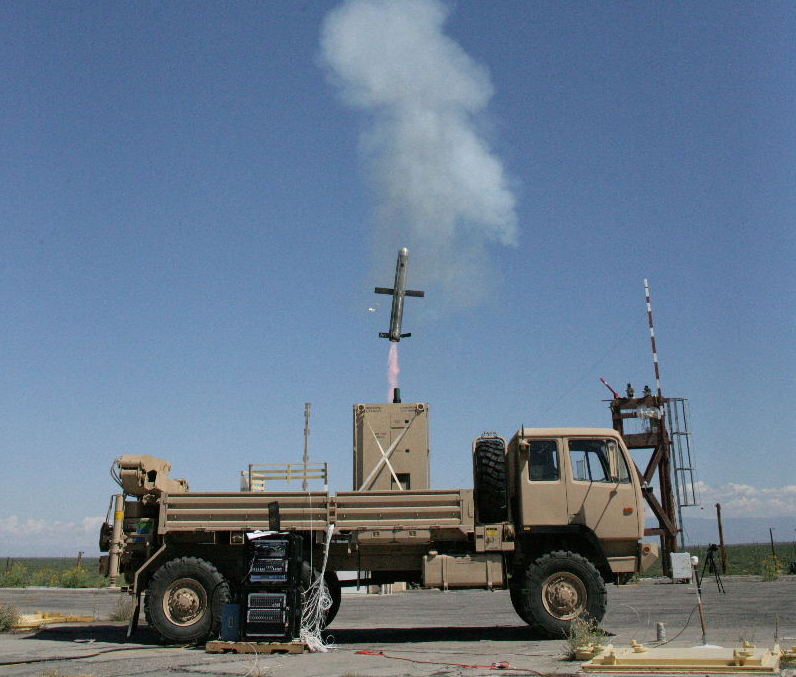

NLOS-LS (сокр. англ. Non Line Of Sight Launch System, буквально «пусковая установка, стреляющая из-за пределов прямой видимости») — американский ракетный комплекс тактического назначения с модульной пусковой установкой универсального базирования в основном как противотанковая система. Система была разработана в рамках программы «Боевые системы будущего» (англ. Future Combat Systems). Предполагался также для установки на корабли.
Проект потерпел неудачу и был закрыт. Сухопутные войска США отказались от ракеты стоимостью более $460.000 за единицу, что более 10 раз дороже управляемых ракет класса TOW. ВМС США пытался из NLOS-LS создать многоцелевой ракетный комплекс (противокорабельный, противовоздушный и для поражения береговых целей) для концепции москитного флота. Однако проведенный анализ аналитиками Пентагона показал неэффективность ракеты, т. к. ракета во время полета наводится с помощью GPS и обычно находит цель с помощью инфракрасной ГСН в небольшом целевом секторе, но из-за высокой дальности ракеты и ее невысокой скорости подвижная цель с большой вероятностью покинет свое предыдущее местоположение и захват цели ГСН станет невозможен. Поэтому ВМФ США также прекратил работы по программе.
Комплекс автономен, не требует обслуживающего персонала и специального носителя для пуска ракет. Единый блок-контейнер CLU (англ. Container Launch Unit) содержащий пусковые контейнеры с ракетами может доставляться к месту назначения на любом транспортном средстве соответствующей грузоподъёмности (наземном транспорте, кораблях, в транспортных самолётах и на подвеске вертолёта). NLOS-LS состоит из нескольких пусковых установок — блоков с ракетами, которые могут размещаться, как на автомобилях, так и на земле и позволяет осуществлять точное поражение целей, расположенных на удалении до 40 километров.
Каждый блок ракетной системы размерами 1,14×1,14×1,75 м весит немного больше 1,5 тонн, содержит 16 контейнеров, в 15 из которых находятся ракеты, двух типов PAM и LAM а в шестнадцатом — аппаратура, интегрированная в систему управления огнём. Они разработаны таким образом чтобы осуществлять вертикальный пуск ракет. Перезарядка установки осуществляется достаточно просто — солдаты заменяют пустые контейнеры на полные.
Пентагон надеялся, что  данный комплекс позволит открывать немедленный и эффективный огонь по различным целям для оказания огневой поддержки сухопутным войскам на поле боя без привлечения бронетанковых и военно-воздушных сил.

## Близкие аналоги
- Spike NLOS
- Ракетный комплекс Jumper